# An-Li Kachelhoffer
An-Li Kachelhoffer (geboortenaam Pretorius) (Pretoria, 9 december 1985) is een Zuid-Afrikaans voormalig wielrenster. Ze reed meerdere jaren voor de Belgische ploeg Lotto Soudal Ladies. Ze werd in 2016 Zuid-Afrikaans kampioene op de weg. In 2015 won ze de 6e etappe in de Tour de l'Ardèche.
Kachelhoffer kwam samen met Ashleigh Moolman-Pasio uit voor Zuid-Afrika op de Olympische Zomerspelen 2016 in Rio de Janeiro. In de wegwedstrijd finishte ze op de 39e plek; Moolman-Pasio werd 10e.
Voor haar huwelijk met wielrenner Hanco Kachelhoffer heette ze An-Li Pretorius.

## Palmares
2012

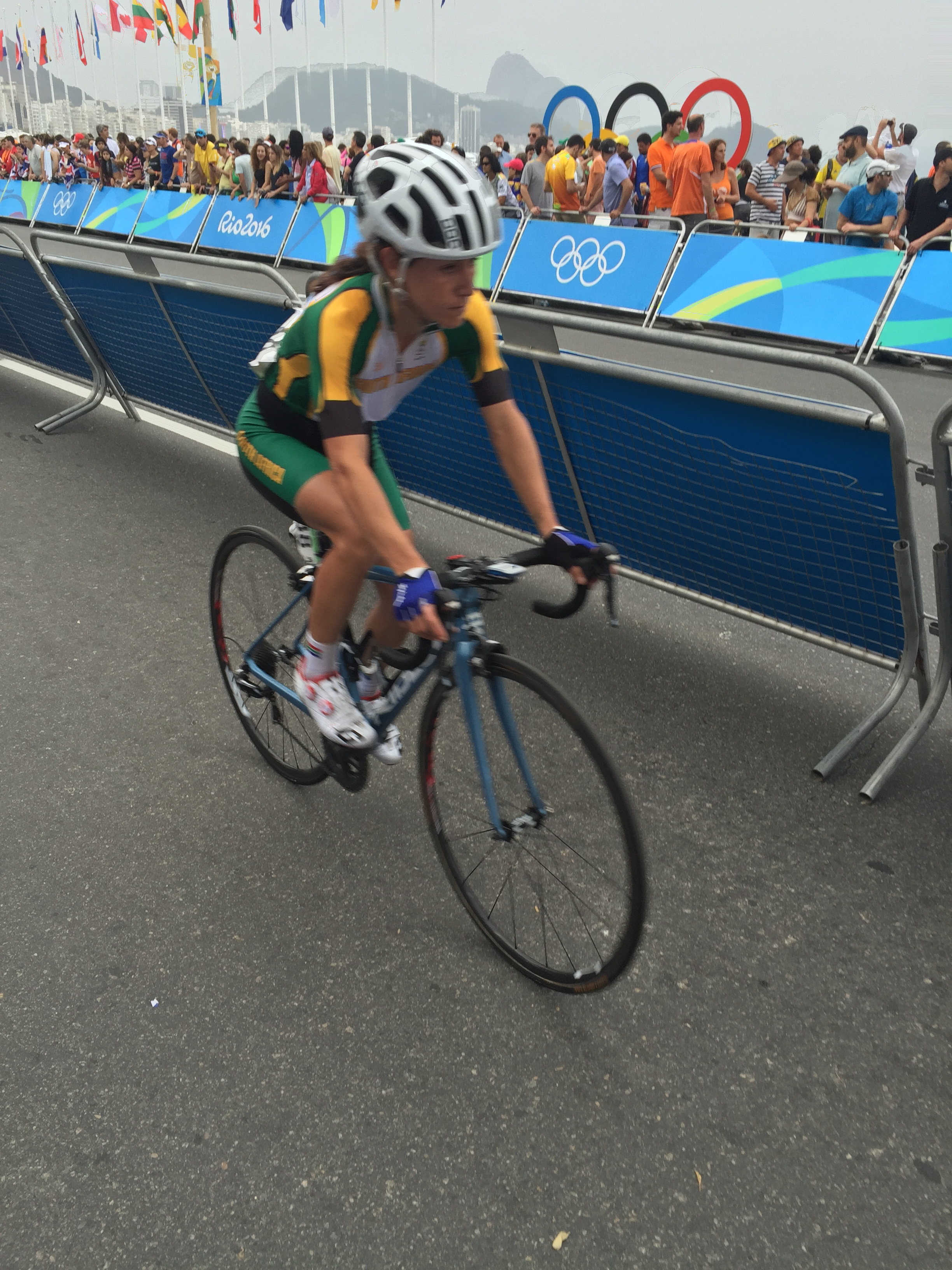
An-Li Kachelhoffer tijdens de Olympische Spelen 2016 in Rio de Janeiro

 Afrikaans kampioenschap op de weg
 Afrikaans kampioenschap tijdrijden
 Zuid-Afrikaans kampioenschap tijdrijden
2013
 Zuid-Afrikaans kampioenschap op de weg
2015
6e etappe Tour de l'Ardèche
 Afrikaans kampioenschap ploegentijdrit
 Zuid-Afrikaans kampioenschap op de weg
2016
 Zuid-Afrikaans kampioene op de weg
 Afrikaans kampioenschap ploegentijdrit
 Afrikaans kampioenschap op de weg
2017
 Zuid-Afrikaans kampioenschap op de weg